# 윌 스미스의 크리스 록 폭행 사건

독일 베를린 마우어파크에서 열린 2022 오스카 시상식에서 윌 스미스가 크리스 록을 때리는 낙서.

윌 스미스의 크리스 록 폭행 사건(영어: Will Smith–Chris Rock slapping incident)은 2022년 3월 27일 미국 캘리포니아주 로스앤젤레스 돌비 극장에서 개최된 제94회 아카데미상 시상식에서 배우 윌 스미스가 희극인 크리스 록의 뺨을 손바닥으로 때린 사건이다. 생방송 중계에서 크리스 록이 윌 스미스의 아내 제이다 핑킷 스미스의 삭발 머리에 대해 농담하였고, 윌 스미스 옆자리에 앉은 원형 탈모증을 앓고 있는 제이다 핑킷 스미스는 썩 유쾌해 보이지 않았다. 윌 스미스는 무대 위로 올라가 크리스 록의 얼굴을 뺨을 때리고 자리로 돌아가 욕설을 포함하여 크리스 록에게 소리를 질렀다. 크리스 록은 사건에 대해 간략하게 언급한 후 행사를 계속 진행하였다다. 시상식 후반부에 윌 스미스는 영화 《킹 리차드》에서 테니스 코치 리처드 윌리엄스를 연기한 것으로 남우주연상을 수상했다. 수상 연설에서 윌 스미스는 아카데미와 동료들에게 사과했지만 크리스 록에게는 사과하지 않았다.
시청자들은 이 사건에 충격을 받았고 일각에서는 대본이 아닌가 하는 의문을 품기도 했다. 미국에서는 연방법에 따라 방송사 ABC가 오디오를 대부분 음소거 했지만, 더 가디언을 포함한 외국 언론들의 원본 영상이 온라인에 올라와 순식간에 입소문을 타며 여러 플랫폼에서 수천만 건의 조회수를 빠르게 누적시켰다. 이 사건은 광범위한 논평과 토론을 촉발했다. 다음 날 윌 스미스는 인스타그램과 페이스북을 통해 록과 아카데미에 사과문을 발표했다. 윌 스미스는 4월 1일 아카데미 회원 자격을 사임했으며 조직에서 잠재적인 제명을 당했다.

## 같이 보기
- 2009년 MTV 비디오 뮤직 어워드
- 니플게이트